# Valea Câlniștei
Valea Câlniștei este o arie protejată (arie de protecție specială avifaunistică — SPA) din România întinsă pe o suprafață de 2.574,8 ha, integral pe uscat.

## Localizare
Situl se întinde pe teritoriile administrative ale comunelor Ghimpați, Izvoarele, Răsuceni și Schitu din Județul Giurgiu și pe cele ale comunelor Bujoreni și Drăgănești-Vlașca din județul Teleorman. Centrul sitului Valea Câlniștei este situat la coordonatele 44°07′58″N 25°44′44″E / 44.132769°N 25.745536°E.

## Înființare
Situl Valea Câlniștei a fost declarat arie de protecție specială avifaunistică (ROSPA0146) în octombrie 2011 pentru a proteja 9 specii de animale.

## Biodiversitate
Situată în ecoregiunea continentală, aria protejată nu include niciun habitat protejat.
La baza desemnării sitului se află mai multe specii protejate de  păsări (9): fâsă de câmp (Anthus campestris), stârc galben (Ardeola ralloides), rață roșie (Aythya nyroca), chirighiță cu obraz alb (Chlidonias hybridus), dumbrăveancă (Coracias garrulus), egretă mică (Egretta garzetta), presură de grădină (Emberiza hortulana), sfrâncioc roșiatic (Lanius collurio), stârc de noapte (Nycticorax nycticorax).